# Saint-Gouéno
Saint-Gouéno är en kommun i departementet Côtes-d'Armor i regionen Bretagne i nordvästra Frankrike. Kommunen ligger i kantonen Collinée som tillhör arrondissementet Dinan. År 2018 hade Saint-Gouéno 685 invånare.

## Befolkningsutveckling
Antalet invånare i kommunen Saint-Gouéno
Referens:INSEE